# وادي جسرية
وادي جسرية (بالعبرية: נַחַל גִּשְׁרוֹן) هو وادٍ موسمي يقع في جبال إيلات جنوب النقب.
تبدأ منابعه في منطقة رأس النقب، بالقرب من معبر نتافيم، وينحدر الوادي بشكل حاد حتى يصب في البحر الأحمر عند مدينة طابا في مصر، رسمت على جدان ضفافه رسوم قديمة لوعول وجمال، يبلغ طول الوادي حوالي 11 كيلومترًا، ويمر عبر شلالات في صخر الجرانيت، عدا عن مجراه السفلي الذي يجري في صخر جيري.
يتميز وادي جسرية بوجود مسارات مشي ممتعة للسياح، خاصة في أجزائه العلوية التي تتميز بإطلالات خلابة على المناظر الطبيعية المحيطة. كما يضم الوادي عدة منحدرات صخرية تُستخدم لممارسة رياضة تسلق الجبال.
يمثل الوادي نقطة البداية للمرحلة الأخيرة من مسار
درب إسرائيل الوطني "شڤيل يسرائيل"، الذي ينتهي عند مدرسة "سدي إيلات" الواقعة عند سفح جبل الصفحات.

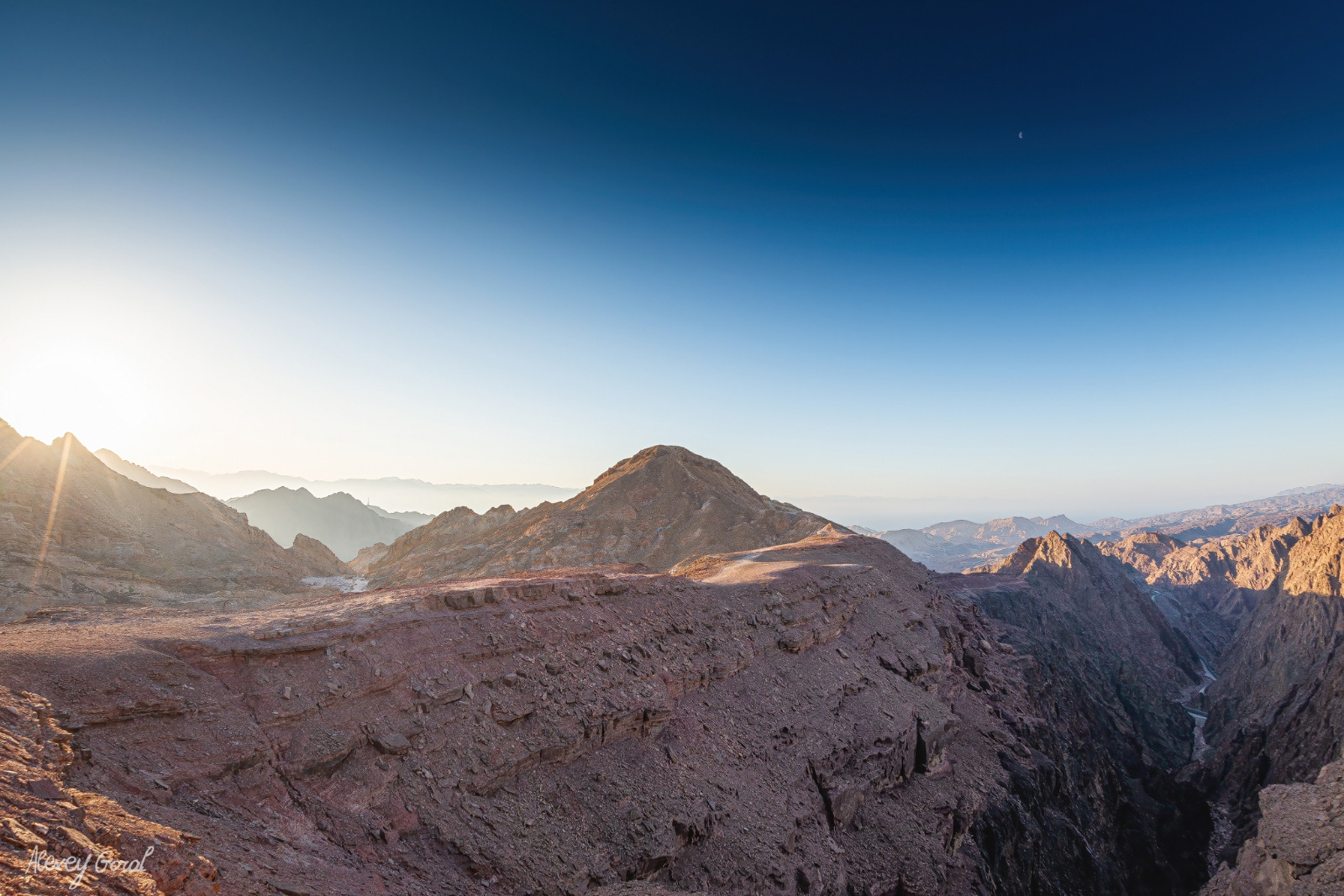

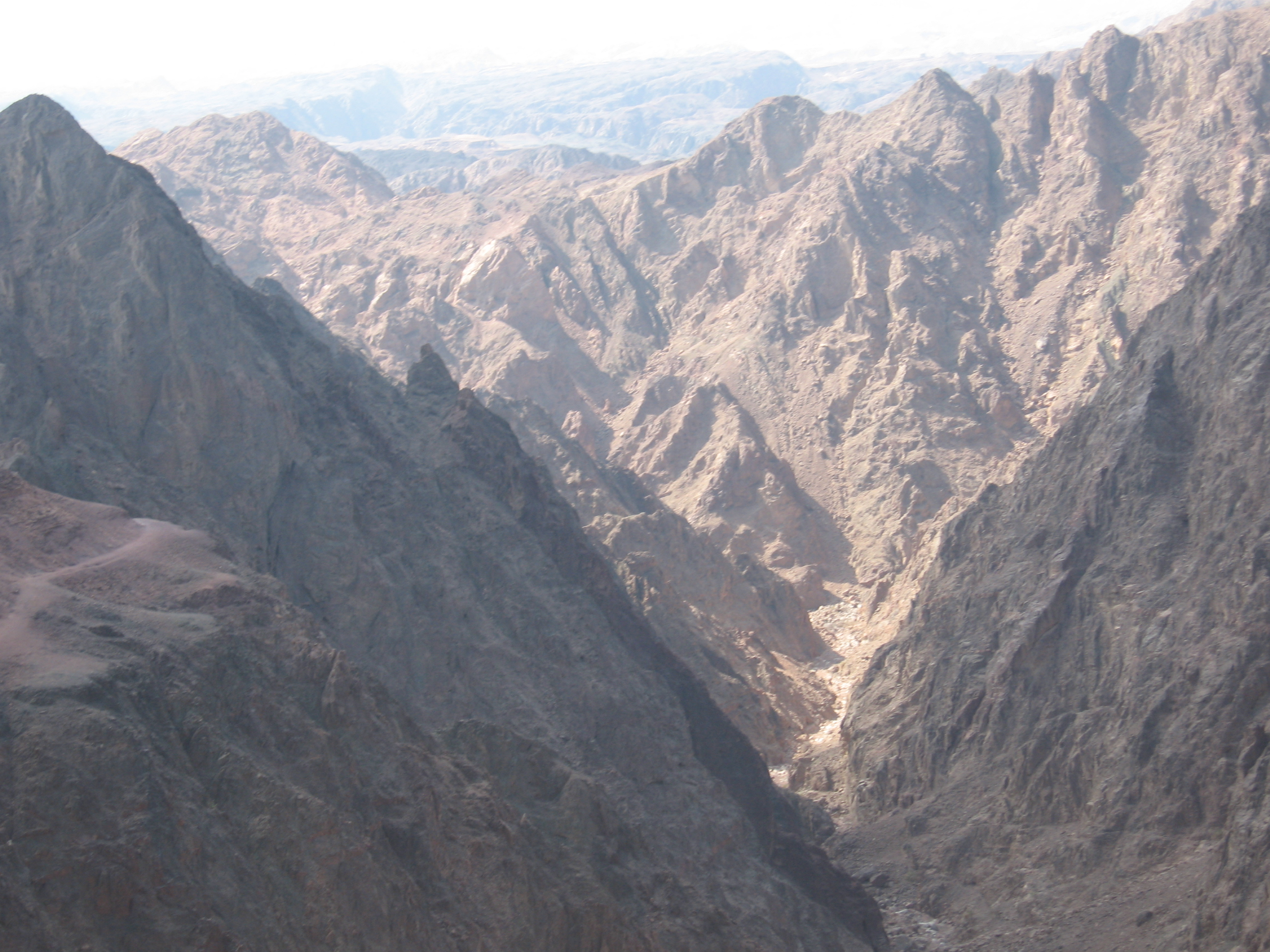

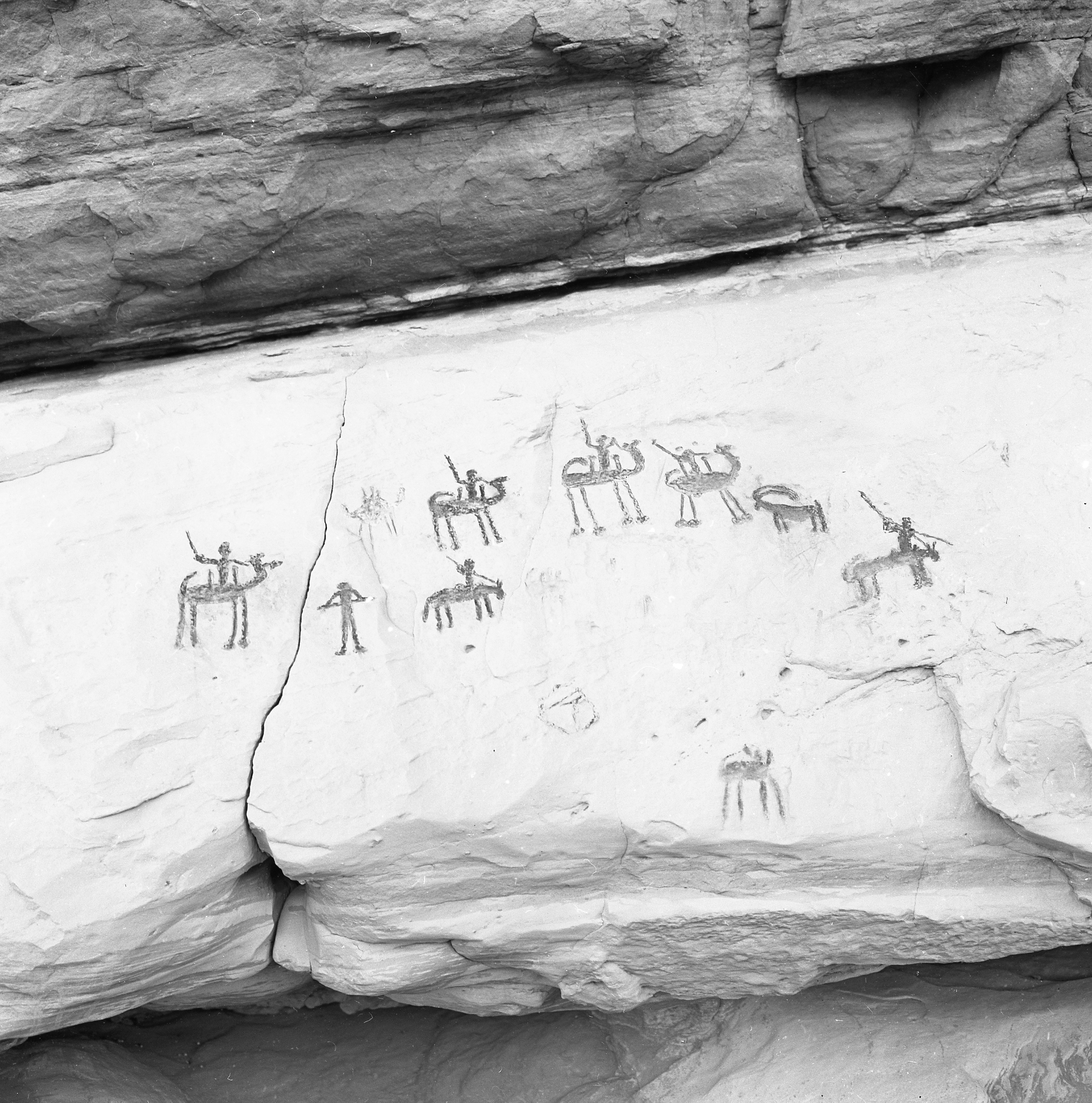
رسوم قديمة لوعول وجمال